# Pfarrkirche Heiligenkreuz im Lafnitztal

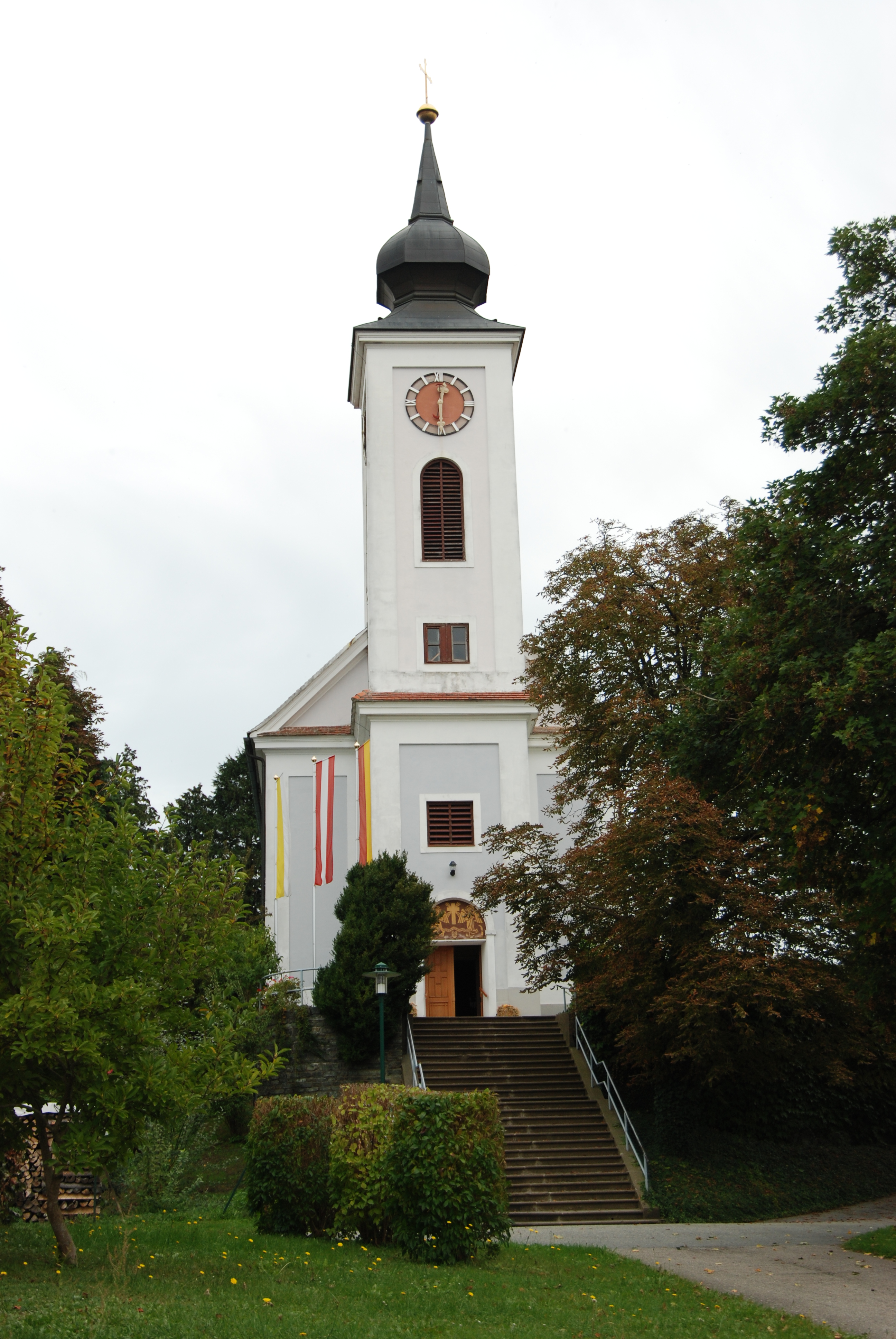
Pfarrkirche Heiligenkreuz

Die römisch-katholische Pfarrkirche Heiligenkreuz im Lafnitztal steht in etwas erhöhter Lage über der Gemeinde Heiligenkreuz im Lafnitztal (ungarisch: Rábakeresztúr) im Bezirk Jennersdorf im Burgenland. Sie ist der Kreuzauffindung geweiht und gehört zum Dekanat Jennersdorf.

## Geschichte
Die Pfarre Heiligenkreuz im Lafnitztal bestand bereits im Mittelalter. Nachdem sie zwischenzeitlich aufgelöst worden war, wurde sie im Jahr 1710 wieder eingerichtet. 
Der ehemalige Bau wurde 1712 errichtet, die heutige Kirche entstand zwischen 1796 und 1800.

## Architektur und Ausstattung

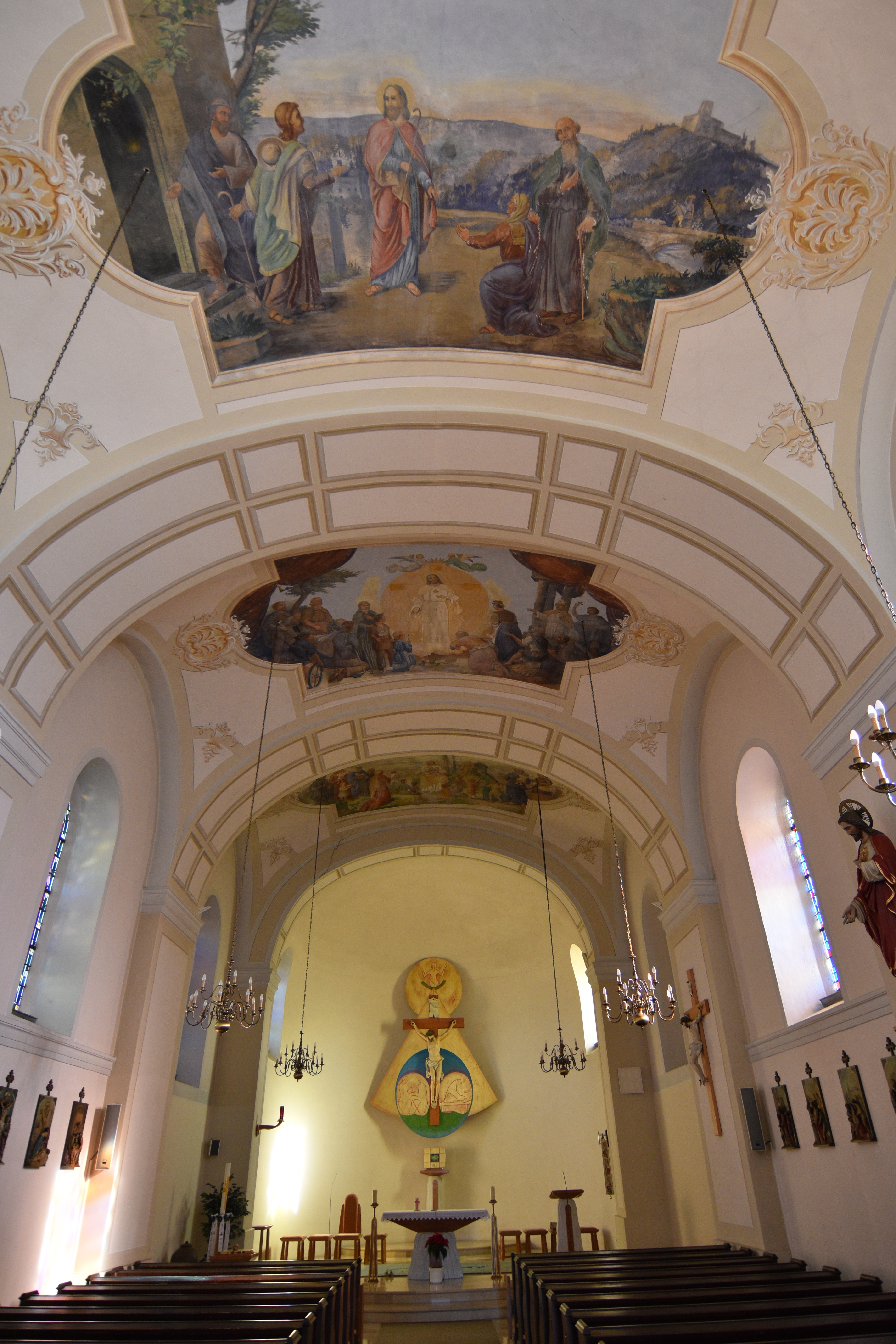
Der Innenraum

Die einschiffige Kirche ist vierjochig. Der westliche Turm hat einen Zwiebelhelm.
Der Chorschluss ist außen polygonal und innen halbkreisförmig. 
Zwischen den Gurtbögen, die auf Pilastern ruhen, ist Platzlgewölbe.
Die Einrichtung stammt aus dem Jahr 1966. Die Orgel aus 1910 mit 9 Registern wurde von Gebrüder Rieger gebaut.